# غمار المناقع
غمار المناقع (الاسم العلمي:Gammarus limnaeus) هو نوع من القشريات يتبع جنس الغمار من الفصيلة الغمارية.